# Giancarlo Ferrando
Giancarlo Ferrando (* 4. November 1939 in Rom; † 13. August 2020 ebenda) war ein italienischer Kameramann.

## Leben
Ferrando hatte als Kind bereits Berührung mit dem Filmgeschäft; in Alessandro Blasettis Altri tempi spielte er 1948 eine Rolle. Ende der 1950er Jahre begann er als Kameraassistent von Augusto Tiezzi für Spielfilme zu arbeiten. Ab 1971 war Ferrando bei zahlreichen Filmen Chefkameramann, oft für die Produktionen von Luciano Martino und war bis zu seinem Tod in etwa 110 Filmen in dieser Funktion gefragt und tätig. 1994 inszenierte er unter dem Pseudonym Maurizio Vanni den nicht oft gezeigten La ragazza di Cortina.
Gelegentlich, ab den 1990er Jahren etwas verstärkt, drehte Ferrando auch für das Fernsehen.

## Filmografie (Auswahl)
- 1968: Der Schrecken von Kung Fu (Lo straniero di silenzio)
- 1972: Il tuo vizio è una stanza chiusa e solo io ne ho la chiave
- 1972: Los buitres cavarán tu fosa
- 1972: Una bala marcada
- 1973: Die Säge des Teufels (I corpi presentano tracce di violenza carnale)
- 1974: Fäuste wie Dynamit (Dallas)
- 1975: Flotte Teens und heiße Jeans (La liceale)
- 1976: Blutiger Schweiß (Poliziotti violenti)
- 1976: Politess im Sitten-Stress (La poliziotta fa carriera)
- 1978: Die weiße Göttin der Kannibalen (La montagna del dio cannibale)
- 1978: Insel der neuen Monster (L’isola degli uomini pesce)
- 1979: Die heilige Bestie der Kumas (Il fiume del grande caimano)
- 1983: Er – Stärker als Feuer und Eisen (La guerra del ferro – Ironmaster)
- 1983: Das Schwert des Barbaren (Sangraal, la spada di fuoco)
- 1984: Monster Shark (Shark: Rosso nell’oceano)
- 1986: Die Klugscheißer (Asilo di polizia)
- 1989: Ghosthouse 3 – Haus der verlorenen Seelen (La casa delle anime erranti)
- 1989: Ghosthouse 4 – Haus der Hexen (La casa del sortilegio)
- 1990: Troll 2 (Troll 2)
- 1994: La ragazza di Cortina (Regie)
- 1996: Die Rückkehr des Sandokan (Il ritorno di Sandokan) (Fernseh-Miniserie)